# Abafi Lajos
Abafi Lajos (közismert írói álneve), polgári neve: Aigner Lajos (Nagyjécsa, 1840. február 11. – Budapest, 1909. június 19.) magyar irodalomtörténész, könyvkiadó, bibliográfus, lepkész, a magyarországi szabadkőművesség történetírója.

## Életpályája
1850–1853 között a Stieber-féle kereskedelmi iskola tanulója volt Temesváron. 1854-1868 között könyvkereskedő-segéd Temesváron, Pozsonyban, Pesten és több német városban. 1868-1896 között Pesten önálló üzlete volt. 1859-től számos történeti, irodalomtörténeti és könyvészeti munkát írt. A Kisfaludy Társasághoz külföldről benyújtott pályamunkája, amely a ballada elméletéről szólt, dicséretben részesült. 1869-ben a Kisfaludy Társaság pályázatán díjat nyert Az elégiáról című művével. 1876-tól a Petőfi Társaság tagja.
1878-ban egyik alapítója volt a Magyar Könyvkereskedők Országos Egyesületének, amelynek alelnöke, elnöke és hivatalos lapjának szerkesztője lett. Szerkesztette a Magyar Könyvészet-et (1869–1870), a Magyar Könyvesházat (1875–1890), kiadta a Nemzeti Könyvtár (1878–1890) című könyvsorozatot. A Figyelő (1876–1890), a Corvina (1878–1894), a Rovartani Lapok (1895–1899) szerkesztője, 1884-ben megindította a Hazánk című történelmi folyóiratot. Széles körű tevékenységére és munkabírására jellemző, hogy saját művein kívül kb. 3500 ívnyi kéziratot szerkesztett. Munkásságával hozzájárult az irodalmi és művelődési élet lényeges anyagának megőrzéséhez. Egész vagyonát az irodalomra áldozta. 1890-től főként entomológiai tevékenységet folytatott. 1896-ban feladta üzletét, 1901-ben a Magyar Nemzeti Múzeum természetrajzi osztályán vállalt laboránsi állást.
A lepkészet története Magyarországon című munkája az egyetlen, az addig ismert  magyar vonatkozású lepkészeti tevékenységeket összefoglaló mű. 1905-től egyre inkább betegeskedett, ismétlődő agyvérzés miatt elveszítette beszélő-, majd látóképességét; 1909-ben meghalt. A halotti anyakönyvbe állami tisztviselőként jegyezték be.

## Szabadkőműves pályafutása
Abafi (családi nevén Aigner) Lajost 1870-ben vették fel a Corvin Mátyás páholyba, s még ugyanabban az évben legény, majd mester fokra emelték. Páholyában a könyvtárnok, titkár majd a főmesteri posztot is betöltötte, 1896-ban a Magyarországi Symbolikus Nagypáholy szövetségtanácsának tagja lett. 1900-ban fedezett (kilépett) a páholyból.
Legnagyobb teljesítménye a magyarországi szabadkőművesség történetének feldolgozása volt, amelyet a Festetics család dégi kastélyában őrzött dokumentumok alapján végzett el és írt meg németül és magyarul, s amely mű ma alapvető forrásmunka ezen a területen.

## Főbb művei
- ↑ Abafi 1869:  Az elégiáról. Pest: Aigner és Rautmann. 1869.
- A magyar népdalról. Pest: Aigner Lajos. 1872.
- Mikes Kelemen. Pest: Aigner Lajos. [1878].  = Magyar könyvesház: 5. folyam,  48.
- Fessler Ignácz Aurél.  Századok,  XII. évf.  7. sz. (1878)   618–645. o.
- Kazinczy Ferencz mint szabadkőmíves. Budapest: Weiszmann. [1878].
- Titkos társulatok [[Temesvár]]ott a mult században: Első közlemény.  Történelmi tár: 1. sorozat,  VII. évf.  3. sz. (1884)   513–524. o. arch Hozzáférés: 2012. március 4.
- Titkos társulatok [[Temesvár]]ott a mult században: Második és befejező közlemény.  Történelmi tár: 1. sorozat,  VII. évf.  4. sz. (1884)   730–739. o.[halott link]
- ↑ Abafi 1898:  A lepkészet története Magyarországon. Budapest: Kir. Magyar Természettudományi Társulat. 1898.
- ↑ Abafi 1899:  Geschichte der Freimaurerei in Österreich-Ungarn. I-V. Budapest: Ludwig Aigner (I-IV), Bagó (V). 1890–1899.  reprint Adamant Media Corporation 2001
- A szabadkőművesség története Magyarországon. Budapest: Schmidl H. Könyvnyomdája. 1900.  reprint Budapest Akadémiai Kiadó 1993, reprint Tarandus 2012
- A [[szabadkőművesség]] és az uralkodóház. Budapest: Aigner Lajos. 1896.  reprint [Miskolc] Hermit, [2011] Az olaszországi magyar légió történetéhez
- Magyarország lepkéi, tekintettel Európa többi országainak lepkefaunájára: A Berge-féle lepkekönyv képeivel. A Berge-féle lepkekönyv nyolczadik kiadása alapján írta Abafi Aigner Lajos. Budapest: Természettudományi Könyvkiadó Váll. 1907.  reprint [Budapest] Műszaki Kiadó  [2000]
- A Rózsa-rend; Fraternitas Mercurii Hermetis, Onga, 2020

## Fordításai
- Vetter Antal emlékiratai (Országos Széchényi Könyvtár kézirattára. Quart. Hung 3030) (A német eredetiből fordította Abafi-Aigner Lajos)

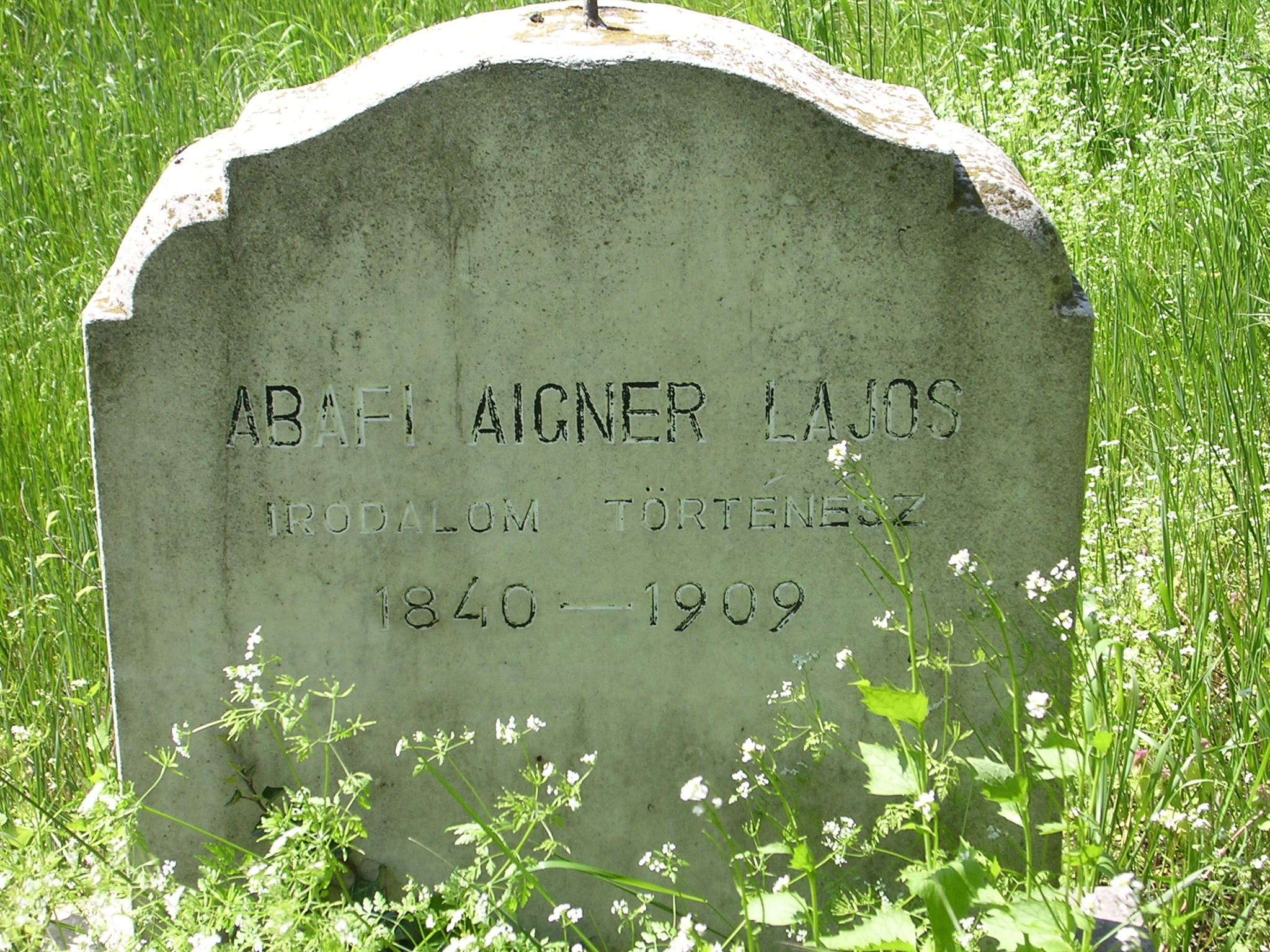
Sírja a Fiumei úti sírkertben 2005-ben